# 滝川具挙
滝川 具挙（たきがわ ともたか）は、江戸時代後期の旗本。初名は具知（ともさと）。通称は三郎四郎。官位は従五位下、播磨守。
戊辰戦争の開戦経過における旧幕府側の中心人物として知られる。

## 生涯

### 前半生
禄高1200石の旗本・滝川三郎四郎具近の子。幼名は銀蔵。幼少期から安積艮斎に学んだ。
弘化4年（1847年）4月、部屋住みの惣領（旗本嫡子）から召し出されて小姓組に番入りした。安政元年（1854年）、父の死去により家督を継承し、代々の名乗りである三郎四郎に通称を改めた。
安政6年（1859年）10月、小十人頭に任命され、万延元年（1860年）閏3月、目付を経て、12月に外国奉行に昇進、従五位下播磨守に叙任された。翌2年（1861年）1月には神奈川奉行に転出し、同年（改元して文久元年）8月、禁裏付に任命された。

### 幕末京都での活動
文久元年（1861年）9月、京都に赴任し、翌文久2年（1862年）8月、京都在勤のまま京都町奉行（西町奉行）に転任した。同年12月、京都守護職として会津藩主松平容保が着任すると東町奉行の永井尚志とともに出迎え、その指揮下に入って京都の治安維持に従事した。文久3年（1863年）、孝明天皇が3月に上下賀茂社、4月に石清水八幡宮に攘夷祈願のため行幸するとこれに随行した。
元治元年（1864年）7月、禁門の変が起こり、戦闘が火元になって京都市中が延焼（どんどん焼け）すると、六角獄舎に収監されていた政治犯（平野国臣ら）33人が斬刑に処された。獄舎を管理する西町奉行の滝川具挙が獄舎に火災が及んで志士の逃亡が生じることを恐れ、東町奉行の小栗政寧や京都守護職松平容保の了解を得ずに独断で囚人の処分を指示したとされる。
同年9月、京都詰めのまま大目付に昇進。同年12月、天狗党鎮圧のために京都を出陣する禁裏御守衛総督・徳川慶喜に随行し、天狗党を率いる武田耕雲斎が慶喜への取りなしを求めて加賀藩を通じて上申書を提出すると、「この書は降伏状ではなく陳情書であるから受理できない」と強圧的に対応し、進退極まった天狗党を降伏に追い込んだ。
慶応元年（1865年）閏5月、将軍徳川家茂が第二次長州征討のため大坂城に入ると大坂に詰めて家茂を補佐し、川勝広運とともに参謀役を務めた。
慶応2年（1866年）7月、家茂が死去して長州征討が終結した後は、江戸に戻って引き続き大目付に在職した。

### 鳥羽・伏見の戦い
慶応3年（1867年）10月、将軍徳川慶喜が大政奉還を行うと、目付長井昌言・古賀謹一郎らとともに上京を命ぜられた
。滝川は大政奉還に反対であったが、徳川慶喜の説諭を受けて、老中松平乗謨らとともに江戸に戻った。しかし、江戸の留守を預かる幕臣たちは、関東における薩摩藩の後ろ盾を得た反幕府勢力の挑発に耐えかねて12月に江戸薩摩藩邸の焼討事件を起こし、幕府陸軍歩兵の大坂増派を命じた。
12月28日、歩兵を乗せた軍艦順動丸に便乗して滝川具挙は勘定奉行小野広胖とともに慶喜のいる大坂城に入城し、薩摩藩邸焼討ちに至る江戸の情勢を伝え、京都における動静に緊張を高めていた城中の幕臣や諸藩を恭順から挙兵へと傾けた。
慶応4年（1868年）1月2日、大坂城の幕府軍は京都への進軍を開始し、大目付滝川具挙は薩摩藩を弾劾する「討薩表」を京都に届ける使者とされた。1月3日、滝川は護衛の京都見廻組とともに淀を発って鳥羽街道を進むが、先駆が上鳥羽に至ったところで、鳥羽街道と西国街道の交点である四塚の関門で薩摩藩兵に行く手を阻まれ、通行を拒否された。滝川はいったん引き返すと、鳥羽街道を進軍する幕府軍の主力である陸軍奉行並大久保忠恕指揮下の歩兵と合流し、再び鳥羽街道を進んだ。一方、薩摩藩兵はこの間に街道を南に前進し、鴨川にかかる小枝橋を封鎖した。幕府軍とともに下鳥羽の赤池にまで達した滝川は、京都への通行を求めて薩摩藩の椎原小弥太と直談判に及んだが、通行を認めさせられないうちに日没が近づいたため、入京の強行を通告。幕府軍が前進の構えを見せると、薩摩藩兵は大砲と小銃を発砲し、鳥羽・伏見の戦いが始まった。
鳥羽・伏見の戦いの開戦時、陣立書では鳥羽街道を進む諸部隊の指揮官に定められていた陸軍奉行竹中重固は京街道で伏見に向かっており、幕府軍総督で鳥羽方面の総司令官であった松平正質は幕府軍本営の置かれていた淀本宮にいた。このため幕府歩兵と諸藩兵を統括する指揮官が不在で、本来は使者役であって指揮権のない滝川が越権で指図している状況であったと見られている。幕府軍は兵数に勝ることから洛外で寡勢の薩摩側から攻撃をしかけてくる可能性を予期しておらず、先頭の部隊が赤池で停止してからも行軍体制のまま赤池を先頭にして街道に伸び切った状態にあり、滝川が入京強行を通告した際にも戦闘準備をさせていなかった。その上、先頭にいた滝川の乗馬が発砲に驚いて狂奔し、後方の部隊をかき乱しながら遁走してしまった。
前線から撤退した滝川は自ら入京することができなくなったため、「討薩表」を大垣藩に託し、自身は淀本営に合流して交渉や連絡を担当した。鳥羽と伏見で敗れた幕府軍は、1月4日夕刻、淀城を守る淀藩兵に入城を拒否されて八幡・橋本へと敗走、松平・竹中・滝川らの本営は枚方を経て守口まで後退し、1月6日、慶喜の命令で大坂城に帰還した。
同日に大坂城を脱出した慶喜を追って江戸に帰着。慶喜が勘定奉行小栗忠順らの抗戦論を抑えて勝海舟・大久保一翁の恭順論を採用すると、2月9日、若年寄の永井尚志、同役の戸川安愛などとともに免職された。滝川は恭順派から大坂城中において塚原昌義、小野広胖とともに慶喜に迫って出兵をさせた張本人とみなされており、2月19日に逼塞に処され、さらに4月7日には新政府の指示で改めて永蟄居とされた。

### 明治維新後
江戸開城後、伝習隊の歩兵指図役として鳥羽・伏見の戦いにも参戦した長男の充太郎（滝川具綏）は江戸を脱走して抗戦を続けたが、滝川具挙は駿河台の屋敷で蟄居しており、徳川亀之助の駿府藩（静岡藩）入封に伴って駿府（静岡）に移置されることになった。8月、東京府判事の土方久元が、滝川家の隣家である小栗忠順の屋敷を接収し、馬場の拡張をするため滝川家に屋敷からの立ち退きを命じたので、退去して静岡に移った。
明治2年（1869年）、家督を次男の規矩次郎（滝川具和）に譲って隠居し、名を戇哉（とうさい）と改めた。
晩年には東京に戻り、飯田町に居住していた。明治14年（1881年）、死去した。

## 年譜
※日付は明治5年（1872年）までは旧暦
- 弘化元年（1844年）
  - 3月15日 - 将軍徳川家慶に初めて御目見[53]。
- 弘化4年（1847年）
  - 4月16日 - 小姓組番士[5]。
- 嘉永元年（1848年）
  - 11月2日 - 進物番出役[54]。
- 安政元年（1854年）
  - 12月27日 - 父死去により家督継承を許される[7]。
- 安政6年（1859年）
  - 10月8日 - 小十人頭[9]。
- 万延元年（1860年）
  - 閏3月1日 - 目付、外国掛を命ぜられる[10]。
  - 9月20日 - 外国立会貿易筋之儀取扱（外国貿易取扱）を命ぜられる[55]。
  - 12月1日 - 外国奉行[11]。
  - 12月4日 - 諸大夫を仰せつけられ、従五位下播磨守に叙任[12]。
- 万延2年/文久元年（1861年）
  - 1月23日 - 神奈川奉行[13]。
  - 3月15日 - 神奈川へ赴任[56]
  - 8月15日 - 禁裏付[14]。
  - 9月15日 - 京都へ赴任[15]。
- 文久2年（1862年）
  - 8月某日 - 京都町奉行[16]。
- 元治元年（1864年）
  - 7月20日 - 前日に発生した禁門の変による京都大火が六角獄舎に迫ったため、収監者を処刑する非常措置を命ずる[21]。
  - 9月某日 - 大目付[22]。
  - 12月3日 - 天狗党鎮圧のため京都を出陣する禁裏御守衛総督・徳川慶喜に扈従[23]。
- 慶應元年（1865年）
  - 5月以降 - 第二次長州征討のため大坂城に入城した将軍徳川家茂に扈従[24]（翌慶應2年7月に家茂が病没するまで[57]）。
- 慶應2年（1866年）
  - 7月以降 - 江戸帰府。大目付留任[25]。
- 慶応3年（1867年）
  - 10月27日 - 上京を命ぜられる[26]。
  - 11月17日 - 江戸帰府[27][28]。
  - 12月25日 - 薩摩藩邸焼討事件。軍艦順動丸の大坂派遣が命ぜられる[29]。
  - 12月28日 - 順動丸に便乗し大坂城入城[32]。
- 慶應4年/明治元年（1868年）
  - 1月2日 - 「討薩表」を朝廷に提出する使者として大坂城を出立[33][34]。
  - 1月3日 - 鳥羽・伏見の戦い開戦[37]。
  - 1月6日 - 大坂城に敗走[41]。
  - 1月某日 - 江戸帰府[42]。
  - 2月9日 - 大目付免職、寄合[43]。
  - 2月10日 - 官位召上げ、江戸城登城禁止[58]。
  - 2月19日 - 逼塞[45]。
  - 4月7日 - 永蟄居[46]。
  - 7月29日 - 願により静岡移置を許される[47]。
- 明治2年（1869年）
  - 5月4日 - 家督を次男の規矩次郎（滝川具和）に譲る[49]。
- 明治14年（1881年）
  - 5月11日 - 死去。滝川家の菩提寺である下谷広徳寺塔頭桂徳院に葬られた。戒名は大機院殿高厳具挙大居士[51]。

## 人物
- 屋敷は駿河台（現在の千代田区駿河台1丁目8番）にあった[59]。滝川家は、具挙の幼年期である文政11年（1828年）に拝領屋敷の相対替により代々木から転居している[60]。隣家は小栗忠順の屋敷であり[59]、具挙は忠順とともに小栗邸内で開講していた安積艮斎の私塾、見山楼で学んだ[6]。滝川家と小栗家の親しい交際は慶応4年（1868年）2月に忠順が江戸を退去するまで続き、現存する幕末の小栗忠順の日記には、江戸を離れる20日前の2月9日に同日に大目付を罷免された滝川具挙邸を訪問したことや、滝川充太郎（具挙の嫡男具綏）、蜷川邦之助（具挙の実弟蜷川親敬）の頻繁な小栗邸来訪が記録されている[61][62]。
- 小栗忠順を隣人・同門の友人とし、ペリーの応接役だった井戸覚弘を舅とするなど開国・幕権伸長論論の人脈に連なっていた。戊辰戦争開戦時には「聞ゆる主戦派」[32]「薩人を悪む事虎狼より甚し」[63]と評されたように反幕府勢力に対する強硬的な立場を通したが、六角獄舎の処刑専行や、鳥羽・伏見の戦いにおける失態のため歴史上悪名が高い[49]。
- 鳥羽・伏見の戦いにおいて、滝川具挙は使者役と認識されており正規の指揮権を持たなかったことは明治維新後に太政官で編纂された『復古記』および同書が引用する滝川所持の幕府軍「軍配書」により明らかであるが[34]、近年は鳥羽方面における幕府軍先鋒の主将（指揮官）であったという認識が広まっており、司馬遼太郎の作品などで開戦と同時に敵前逃亡して味方を混乱させた無能な指揮官と評価されている[64]。
- 明治維新後は早々に隠居しており、同じく開戦責任者として処罰された永井尚志、塚原昌義、小野友五郎（広胖）らと異なり新政府に出仕していない。隠居後に改名した「戇哉」の名は、2字で「トウなるかな」と訓読でき、「なんと愚かなことであろうか」という意味[65][66]。

## 系譜
- 父：滝川具近（? - 1854） – 使番、大坂目付
- 弟：京極高朗（1828 - 1864） – 京極高孝養子。大目付
- 弟：蜷川親従（? - 1860） – 蜷川親義養子。小普請
- 弟：蜷川親敬（1842 - 1887） – 蜷川親従養子。歩兵頭並
- 妻：斎藤氏 – 井戸覚弘養女
- 子女
  - 長男：滝川具綏（1850 - 1877） – 陸軍中尉
  - 次男：滝川具和（1859 - 1923） – 海軍少将
  - 三男：小林銀三（1864 - 1916） – 小林こと養子。京都綿ネル株式会社支配人
  - 長女：名和こと（1872 - ?） - 名和又八郎室

滝川氏は織田信雄・豊臣秀吉に仕えた戦国武将滝川雄利の子孫で、宗家は近江国内4000石を知行する大身旗本。具挙の滝川三郎四郎家は、滝川雄利の曾孫・滝川具章が第4代将軍徳川家綱の小姓になって別家した家で、近江国内に1200石を領した。
具挙の父・滝川三郎四郎具近は天保15年（1844年）に小姓組から使番に任命され、弘化4年（1847年）から1年間大坂目付出役を務めたが、嘉永7年（1854年）に在職のまま没した。弟に文久遣欧使節の目付を務めた京極能登守高朗（次男）、幕府陸軍の将校だった蜷川邦之助親敬（四男）がいる。
妻は大目付井戸覚弘の養女で、大身旗本・斎藤佐渡守（斎藤利三の子斎藤利宗（春日局の兄）の子孫）の娘。戒名は「貞心院殿祥岳妙寿大姉」。
長男の充太郎具綏は江戸を脱走し、箱館戦争まで戦い抜いたため静岡藩士となった滝川家を廃嫡された。赦免後、陸軍に入り西南戦争で戦死。次男の規矩次郎具和は静岡藩廃藩後、海軍兵学寮を卒業して海軍少将まで昇進した。三男の銀三は東京職工学校を卒業して繊維工業技術者となり、京都綿ネル株式会社の支配人を務めた。長女ことは名和又八郎海軍大将の夫人。